# Wojny burskie

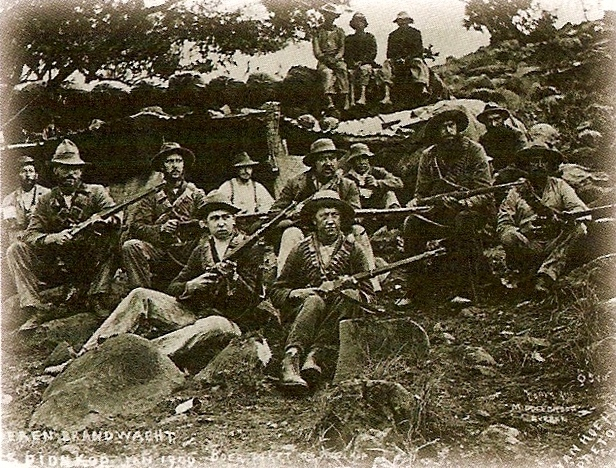
Oddział burski w czasie II wojny burskiej

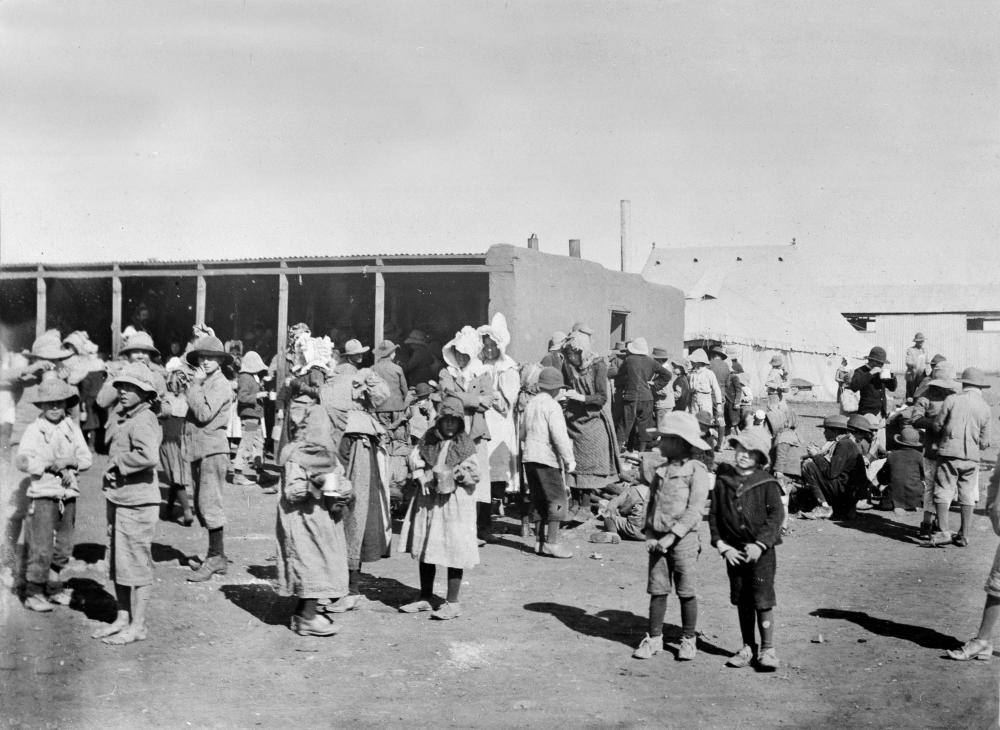
Dzieci i kobiety burskie w obozie koncentracyjnym

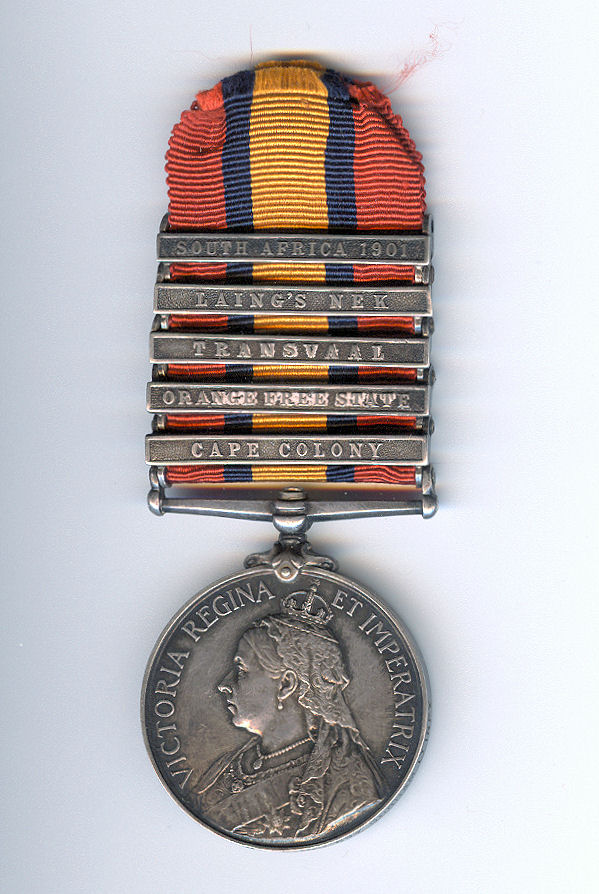
Queen’s South Africa Medal nadawany żołnierzom brytyjskim i kolonialnym za II wojnę burską

Wojny burskie (afr. Anglo-Boereoorlog) – dwie wojny w Afryce, które rozegrały się na przełomie XIX i XX wieku na południu kontynentu.

## I wojna burska 1880–1881
16 grudnia 1880 Brytyjczycy próbowali zawładnąć republikami burskimi – Transwalem i Oranią, założonymi w 1852 na północ od Kraju Przylądkowego przez Burów, potomków osadników holenderskich z XVII i XVIII wieku. Burowie przeciwstawili się zbrojnie i pierwszą z wojen wygrali. W układzie pokojowym Wielka Brytania uznała niepodległość Transwalu, przejmując tylko politykę zagraniczną tego kraju. Pokój został podpisany przez brytyjskiego gubernatora Williama Ewarta Gladstone’a 23 marca 1881. Na jego mocy Transwal uzyskał niepodległy rząd pod teoretycznym nadzorem Wielkiej Brytanii.
W 1886 w Transwalu i Oranii zostały odkryte bogate pokłady złota i diamentów. Kraje te ogarnęła wtedy gorączka złota i z Europy, głównie z Wielkiej Brytanii, przybyły tysiące osadników żądnych wzbogacenia się. W celu zawładnięcia złotodajnymi terenami w 1895 Brytyjska Kompania Południowoafrykańska podjęła próbę ich podbicia. Burowie rozbili jednak oddziały wojskowe Kompanii, a wtedy Wielka Brytania zaczęła przygotowania do wojny, przerzucając duże oddziały wojsk do Afryki (głównie z Kanady, Nowej Zelandii i Australii).

## II wojna burska 1899–1902
Druga wojna burska rozpoczęła się w 1899 i mimo początkowych sukcesów burskich w ciągu niespełna roku Transwal i Orania zostały opanowane przez Brytyjczyków. Walki typu partyzanckiego trwały jednak jeszcze przez dwa lata, które podsycało wsparcie w uzbrojeniu, które Burowie otrzymywali  z pobliskiej Niemieckiej Afryki Południowo-Zachodniej. Liczyli również na obiecaną interwencję niemiecką. W czasie wojny Burowie organizowali samodzielne oddziały komandosów, czym trwale weszli do historii sztuki wojennej. W celu stłumienia wojny partyzanckiej Brytyjczycy zorganizowali obozy koncentracyjne, w których internowali ludność z objętych walkami obszarów. Internowano 117 tysięcy osób, z czego zginęło w nich 28 tysięcy, w tym 22 tysiące dzieci na skutek przepełnienia, złych warunków higienicznych oraz zagłodzenia.
Po wojnie Burowie otrzymali szerokie samorządy i jako Afrykanerzy przejęli główne pozycje gospodarcze w utworzonym w 1910 z Kraju Przylądkowego, Transwalu i Oranii Związku Południowej Afryki, który otrzymał status dominium Wielkiej Brytanii.

## Publikacje w języku polskim
- Piotr Fiszka-Borzyszkowski: Wojna burska 1880–1881, Wydawnictwo Bellona, Warszawa 2012, s. 240.
- Damian Fierla: Wojna burska 1899–1902, Wydawnictwo Bellona, Warszawa 2002, s. 48.
- Michał Leśniewski: Wojna burska 1899–1902, Wydawnictwo Semper, Warszawa 2001, s. 327.